# Joppa biplagiata
Joppa biplagiata là một loài tò vò trong họ Ichneumonidae.